# Villa Toderini
Villa Toderini (nome completo: Villa Toderini De Gajardis Ferracini Jelmoni Ton Bonicelli) è una villa veneta di Codognè (TV), ubicata nel centro della località Borgo municipio. 

## Storia
Villa Toderini risale al XVIII secolo, quando la nobile famiglia Toderini de Gagliardis ne affidò il progetto probabilmente a Gerolamo Frigimelica. Anche se mancano documenti certi, gli studiosi tuttora propendono per una paternità di Gerolamo Frigimelica, di cui quella  di Codognè risulterebbe l'unica villa progettata e portata a conclusione.
La villa è ricordata per aver ospitato Ugo Foscolo, che a Codognè compose delle poesie.
Oggi, in ottimo stato di conservazione, Villa Toderini è residenza privata, visitabile solo esternamente, previo appuntamento.
La villa è stata costruita sul modello francese.

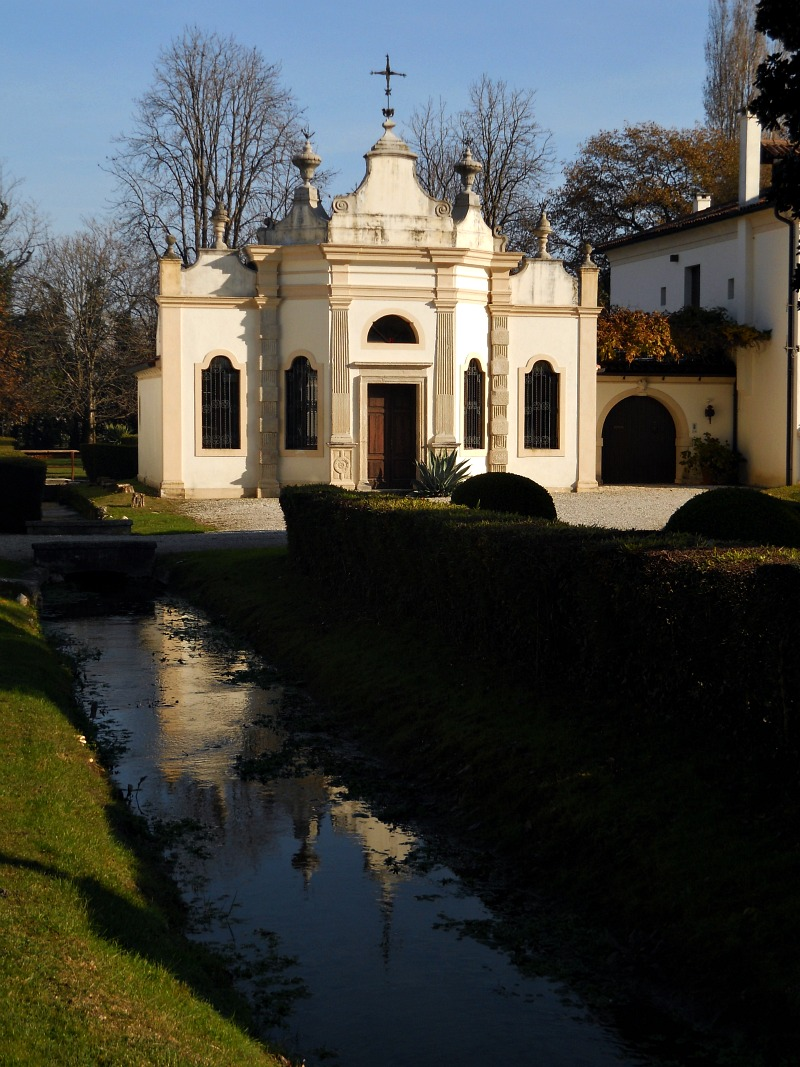
Villa Toderini: l'oratorio

## Descrizione
Nella costruzione di Villa Toderini il progettista si distacca dalla tipologia usuale delle ville venete. La parte centrale è disposta su tre piani e riecheggia l'impostazione classica. L'usuale impostazione delle ville ad un unico asso centrale lascia qui spazio ad una impostazione utilizzata poco frequentemente, a tre assi. Insolito è anche il motivo di arcate cieche usato per movimentare il pianoterra della villa.
La villa si caratterizza per il suo sviluppo orizzontale simmetrico, con la facciata che dà su un ampio parco circondato da siepi, balaustre ed elementi scultorei e da una grande peschiera, in accordo con la natura acquitrinosa del territorio ove sorge.
Il parco fa da quinta alla costruzione, lasciata invece libera da ostacoli visivi nello spazio tra la facciata e la strada, dalla quale la villa è separata da una peschiera e da un prato abbastanza vasto. Dall'altra parte della strada il parco continua inglobando una collinetta artificiale in cui è racchiusa l'antica ghiacciaia.
Sul lato sinistro, in accordo con le eleganti forme della villa, c'è un oratorio privato. Accanto al blocco principale non manca la presenza di due barchesse.
Villa Toderini è stata pesantemente rovinata dalle azioni belliche e negli anni successivi restaurata.